# Lijn C (metro van Lyon)
Lijn C van de metro van Lyon is een van de vier lijnen van de metro van Lyon. Hij loopt van metrostation Hôtel de Ville - Louis Pradel in het 1e arrondissement van de Franse stad Lyon tot metrostation Cuire in de voorstad Caluire-et-Cuire. Met een lengte van slechts 2,5 kilometer is het de kortste metrolijn van Lyon. De lijn heeft een stijgingspercentage dat oploopt tot 17%, en is daarom voorzien van een tandrad, een unicum in de wereld.

## Geschiedenis
Op 12 april 1891 wordt het traject tussen Croix-Paquet en Croix-Rousse als kabelspoorweg in dienst genomen om het plateau van La Croix-Rousse te verbinden met de stad. Bij de aanleg van deze kabelspoorweg is de Gros Caillou gevonden, een zwerfkei die nu te bekijken is op de Boulevard de la Croix-Rousse.
Als de plannen voor het huidige metronetwerk worden gemaakt, wordt deze kabelspoorweg daarin opgenomen als verbinding met La Croix-Rousse. Op 2 juli 1972 wordt de lijn gesloten en gedurende twee jaar omgebouwd tot een tandradspoorweg. Op 9 december 1974 vindt de indienststelling plaats van deze lijn tussen Croix-Paquet en Croix-Rousse. De lijn wordt dan al aangeduid met de letter 'C', ook al zou het nog bijna 4 jaar duren voordat lijn A geopend zou worden. De letter 'C' valt terug te halen op het Franse woord crémaillère, 'tandradspoor'.
Lijn A wordt in gebruik genomen op 2 mei 1978. Lijn C sluit op die lijn aan in het station Hôtel de Ville - Louis Pradel door middel van een verlenging die ook op die dag geopend is. Op 8 december 1984 ten slotte, wordt de verlenging van Croix-Rousse naar Cuire in dienst genomen.

## Tracé
Lijn C heeft een route die over het algemeen van noord naar zuid loopt. Hoewel de lijn vrij kort is, bevat hij een aantal bochtige secties om de verschillende delen van de lijn op elkaar aan te sluiten: het stuk naar Hôtel de Ville - Louis Pradel waar er een overstap is op lijn A, en de voormalige Funiculaire-route die begint in het station Croix-Paquet.
De lijn begint bij het station Hôtel de Ville - Louis Pradel. Het station voor lijn C ligt onder dat van Lijn A. Na de overloopwissels klimt de lijn met een kronkelige route naar het in de open lucht gelegen station Croix-Paquet, nog daterend uit de tijd van de oude kabelbaan. Na dit station loopt de lijn weer door een tunnel, welke kaarsrecht loopt richting Croix-Rousse.
Ten zuiden van de Boulevard de la Croix-Rousse passeert de lijn de locatie van het verdwenen station van de oude tandradbaan, waarna de lijn een bocht naar links maakt om naar het huidige station Croix-Rousse te gaan, een station gelegen onder de straat.
Na station Croix-Rousse is de lijn niet meer voorzien van een tandrad, en loopt de lijn met een scherpe bocht naar rechts, een kleine bocht naar links en een grote boog naar rechts verder naar het station Cuire. Hierbij wordt ondergronds het traject van de voormalige spoorlijn tussen het verdwenen spoorwegstation Croix-Rousse en Trévoux gevolgd. Het station Hénon ligt midden in de grote boog. Vlak voor het eindpunt komt de lijn weer boven de grond. Metrostation Cuire ligt op de locatie waar vroeger het spoorwegstation Cuire lag.

## Exploitatie
Metrolijn C wordt uitgebaat door TCL, het openbaar vervoersbedrijf van Lyon. De lijn wordt bereden door metrotreinen van het type MCL 80, met een frequentie van een trein elke 5 en een halve minuut in de spits, en elke 7 en een halve minuut buiten de spits.
De aanwezigheid van een tandrad stelt flinke beperkingen aan de snelheid. Op de trajecten waar de lijn voorzien is van een tandrad geldt er een maximumsnelheid van 22 km/h bergop- en slechts 17 km/h bergafwaarts. De gemiddelde snelheid is 16,6 kilometer per uur.

### Reizigersaantallen
De lijn trekt gemiddeld 33.466 reizigers per dag.
Hôtel de Ville - Louis Pradel · Croix-Paquet · Croix-Rousse · Hénon · Cuire